# Suzana Augusto de Melo
Pour les articles homonymes, voir Melo (homonymie).
Suzana Augusta de Melo est une économiste et femme politique angolaise. Membre du Mouvement populaire de libération de l'Angola (MPLA), elle est élue députée de l'Angola aux élections nationales depuis le 28 septembre 2017,,.